# Helicopsyche antikleia
Helicopsyche antikleia är en nattsländeart som beskrevs av Malicky 1997. Helicopsyche antikleia ingår i släktet Helicopsyche och familjen Helicopsychidae. Inga underarter finns listade i Catalogue of Life.